# Jefferson Duque
Jefferson Andrés Duque Montoya (ur. 17 maja 1987 w Medellín) – kolumbijski piłkarz występujący na pozycji napastnika, obecnie zawodnik meksykańskiego Atlasu.

## Kariera klubowa
Duque rozpoczynał swoją karierę jako osiemnastolatek w nowo założonym, drugoligowym zespole Depor FC z miasta Jamundí. Spędził w nim bez większych sukcesów rok, po czym przeniósł się do występującego w najwyższej klasie rozgrywkowej klubu Deportivo Pereira. W Categoría Primera A zadebiutował w 2006 roku, jednak nie potrafił sobie wywalczyć miejsce w wyjściowym składzie – przez następne lata pełnił wyłącznie rolę rezerwowego, walcząc ze swoją ekipą o utrzymanie w pierwszej lidze i nie zdobył żadnego gola. Jego kariera nabrała rozpędu dopiero po odejściu do drugoligowego Deportivo Rionegro, w którego barwach został czołowym strzelcem rozgrywek. W jesiennym sezonie Finalización 2011 z jedenastoma golami na koncie został królem strzelców drugiej ligi i sukces ten powtórzył również pół roku później – w wiosennym sezonie Apertura 2012, tym razem notując dwadzieścia trafień.
Latem 2012 Duque za sumę 850 tysięcy dolarów przeniósł się do krajowego giganta – Atlético Nacional ze stołecznego Medellín. Przez kolejne trzy lata był kluczowym graczem odnoszącej liczne sukcesy drużyny Juana Carlosa Osorio. Premierowe bramki w najwyższej klasie rozgrywkowej strzelił 25 sierpnia 2012 w wygranym 3:1 spotkaniu z Deportes Tolima, kiedy to dwukrotnie wpisał się na listę strzelców. Jeszcze w tym samym roku zdobył superpuchar kraju – Superliga Colombiana (zanotował wówczas trzy gole), lecz już w sierpniu podczas ligowego meczu zerwał więzadła krzyżowe, wobec czego musiał pauzować przez siedem miesięcy. Pod jego nieobecność klub zdobył puchar Kolumbii – Copa Colombia. W sezonie Apertura 2013, już po rekonwalescencji, wywalczył z Atlético Nacional swoje pierwsze mistrzostwo Kolumbii, zaś kolejny tytuł mistrzowski zdobył sześć miesięcy później, z sezonie Finalización 2013.
W tym samym 2013 roku Duque osiągnął kolejny puchar kraju, a w sezonie Apertura 2014 jako kluczowy napastnik wywalczył trzecie z rzędu mistrzostwo Kolumbii. Wówczas także zajął drugie miejsce w superpucharze oraz dotarł do finału międzynarodowych rozgrywek Copa Sudamericana. W międzyczasie (w lipcu 2014) ponownie zerwał jednak więzadła krzyżowe, co spowodowało półroczną przerwę w grze. W sezonie Finalización 2015 po raz czwarty zdobył z Atlético Nacional – prowadzonym już przez Reinaldo Ruedę – mistrzostwo Kolumbii, zostając wówczas królem strzelców ligi (z piętnastoma bramkami na koncie), uplasował się również na drugim miejscu w superpucharze kraju.
W styczniu 2016 Duque został wypożyczony do meksykańskiej ekipy Club Atlas z siedzibą w Guadalajarze, w tamtejszej Liga MX debiutując 6 lutego 2016 w przegranym 1:4 spotkaniu z Pueblą. Po raz pierwszy wpisał się natomiast na listę strzelców sześć dni później w zremisowanej 1:1 konfrontacji z Tolucą.
| Sezon     | Klub               | Kraj     | Rozgrywki     | Mecze | Bramki |
| --------- | ------------------ | -------- | ------------- | ----- | ------ |
| 2005      | Depor FC           | Kolumbia | Torneo Águila |       |        |
| 2006      | Deportivo Pereira  | Kolumbia | Liga Águila   |       | 0      |
| 2007      | Deportivo Pereira  | Kolumbia | Liga Águila   |       | 0      |
| 2008      | Deportivo Pereira  | Kolumbia | Liga Águila   |       | 0      |
| 2011      | Deportivo Rionegro | Kolumbia | Torneo Águila | 23    | 11     |
| 2012      | Deportivo Rionegro | Kolumbia | Torneo Águila | 21    | 20     |
| 2012      | Atlético Nacional  | Kolumbia | Liga Águila   | 3     | 2      |
| 2013      | Atlético Nacional  | Kolumbia | Liga Águila   | 28    | 11     |
| 2014      | Atlético Nacional  | Kolumbia | Liga Águila   | 13    | 3      |
| 2015      | Atlético Nacional  | Kolumbia | Liga Águila   | 36    | 18     |
| 2015/2016 | Club Atlas         | Meksyk   | Liga MX       | 11    | 5      |
| 2016/2017 | Club Atlas         | Meksyk   | Liga MX       |       |        |